# Parafia św. Benedykta Opata w Lubajnach
Parafia świętego Benedykta Opata w Lubajnach – parafia rzymskokatolicka znajdująca się w archidiecezji warmińskiej, w dekanacie Ostróda.